# 大西英男
大西 英男（おおにし ひでお、1946年8月28日 - ）は、日本の政治家。勲等は旭日重光章。
衆議院議員（4期）、国土交通副大臣（菅義偉内閣）、総務大臣政務官（第4次安倍第1次改造内閣）、衆議院内閣委員長、東京都議会議員（4期）、江戸川区議会議員（4期）、自由民主党副幹事長、自由民主党総務などを歴任。

## 略歴
東京都江戸川区松島に生まれる。1967年（昭和42年、自由民主党東京都支部連合会学生部初代委員長に就任。1969年（昭和44年）から深谷隆司東京都議会議員の秘書を務め、1970年（昭和45年）、國學院大學法学部を卒業。その後、島村一郎衆議院議員の公設秘書を務めた。
1975年（昭和50年）、江戸川区議会議員に初当選。1984年（昭和59年）、最年少で江戸川区議会議長に就任。
1993年（平成5年）、東京都議会議員に初当選。1999年（平成11年）、東京都議会自民党幹事長代行に就任。2003年（平成15年）、東京都議会自民党幹事長に就任。2006年（平成18年）、自由民主党参議院比例区支部長就任。2007年（平成19年）3月、東京都議会議員を辞職。同年7月、第21回参議院議員通常選挙で自由民主党公認で比例区から立候補し、102620票を獲得するも落選。同年11月、自由民主党東京都連副会長に就任。
2012年（平成24年）7月、自由民主党東京都第16選挙区支部長に、政界引退を表明した島村宜伸の後任として就任。同年12月、第46回衆議院議員総選挙で自由民主党公認で東京16区から立候補し、初当選。比例北関東ブロック選出の石川昭政と共に國學院大學初の衆議院議員となった。2014年（平成26年）12月、第47回衆議院議員総選挙で東京16区から立候補し、再選。
2017年（平成29年）5月、後述の発言（がん患者に関しての発言）により同年7月に行われる東京都議会議員選挙に迷惑をかけたくないとして、自民党都連副会長辞任・受理された。同年10月 - 第48回衆議院議員総選挙で東京16区から立候補し、3選。
2018年（平成30年）、第4次安倍第1次改造内閣で総務大臣政務官に就任。2020年（令和2年）、菅義偉内閣で国土交通副大臣に就任。道路や住宅、都市政策、港湾、航空、海上保安庁、北海道開発、離島政策などの業務を担当した。2021年（令和3年）、第49回衆議院議員総選挙で東京16区から立候補し、4選。
2024年9月24日、自民党江戸川総支部役員会の席上、次期衆議院議員総選挙に立候補しないことを表明。後継に次男である元江戸川区議会議員の大西洋平を擁立する意向を示した。
2025年4月、春の叙勲で旭日重光章受章。

## 活動

### 住宅密集地での防災対策
木密住宅に関し、予算委員会において「地域の安全性や防災・減災の施策にとっても大事なこと」として「補助制度を事業用の建物にも適用すべき」と主張している。さらに木密住宅に住んでいるのは高齢者「新しい家なんか建てかえたってさ、私たち何年生きられるかわかんないのよなんて言っておられる方が多い」と主張している。そのうえで「建てかえるときにはこんな補助制度があるんだ、そして、それによって子供たちと二世帯住宅、三世帯住宅をつくることもできるんだ、そういうインセンティブを与えて、この木密の解消の流れをつくっていくべき」として、木密住宅の解消のための補助金の必要を主張している。

### ふるさと納税返礼品の金額上限提案
ふるさと納税で東京都から地方に移動した税収が平成28年度は5000億円にのぼるとして、元総務大臣の片山善博の「ふるさと納税で寄付を集めるために絞る知恵は、振込み詐欺の連中の絞る知恵に似ている」という言葉を紹介したうえで「本来のふるさと納税の崇高な趣旨から逸脱した顕著な傾向が増大している」「ふるさと納税の返礼品は高額所得者優先」と述べた上で、返戻金の上限がないことが問題だとして、上限を付けること提案した。これに関して政府は納税額の4割に抑える案を提示している。

### 花粉症対策
花粉の飛散を減少させるには、各自治体のみでの対応には限界があり、スギ林の広葉樹林化や間伐などの森林整備に対する補助事業の創設、植え替えの促進と国産材の公共施設や公共事業での利用促進、予防・治療対策の推進など、国において広域的な対策を行うことが求められると主張している。

### 待機児童対策・介護対策
待機児童対策について、「アベノミクスをさらに前進させる意味で、働き方改革が着々と進められているわけですけれども、その中で、今回の育児・介護休業法というのは大変大事な法律だ」として、経済成長には待機児童対策が必要であるとしている。保育は「国家としての大きな役割です」としたうえで働き方や生き方の自由のために「ゼロ歳児に対して一カ月十万円の児童手当を差し上げたらどうか」と提案した。さらに地方公務員で介護に悩んでいるものに対して、手当を与えて地域のボランティアなどにも時間を費やしてもらう「生き方に選択の自由をもっと認めていいんじゃないか」という提案をした。

## 政策・主張
憲法
- 憲法の改正に賛成[21][22][23][24]。改正すべき項目として、2014年のアンケートでは「国民の権利と義務」「二院制」「憲法改正の手続き」を、2017年のアンケートでは「緊急事態条項」「戦争放棄と自衛隊」「地方自治」を挙げた[23][24]。
- 憲法9条の改正に賛成[25]。

外交・安全保障
- 集団的自衛権の行使の容認に賛成[21][22][25]。集団的自衛権の行使を認める安倍内閣の閣議決定を大いに評価する[23]。集団的自衛権の行使を認める安全保障関連法案の成立を評価する[24]。
- 日本の核武装は、今後の国際情勢によって検討すべき[21]。
- 日本の防衛力はもっと強化すべき[22][23][24]。
- 他国からの攻撃が予想される場合には先制攻撃もためらうべきではない、という考えに、どちらかと言えば賛成[22][24]。
- 北朝鮮に対しては対話よりも圧力を優先すべき[24]。
- 普天間飛行場の移設先は名護市辺野古とすべき[21]。
- 野田内閣が尖閣諸島を国有化したことを評価する[21]。

皇室観
- 女性宮家の創設に賛成[21]。

歴史認識
- 村山談話は見直すべき[25]。
- 河野談話は見直すべき[25]。
- 靖国神社に首相が参拝することは問題ない[25]。首相には靖国神社に参拝してほしい[23][24]。

政治制度
- 政党への企業・団体献金は、禁止する必要はない[21]。
- 首相公選制にどちらかと言えば賛成[22]。
- 道州制の導入に賛成[22]。
- 被選挙権を得られる年齢の引き下げに、どちらかと言えば反対[24]。

税制
- 消費税10%に、どちらかと言えば賛成[24]。
- 法人税率の引き下げに、どちらかと言えば賛成[23]。
- 所得や資産の多い富裕層に対する課税の強化に、どちらかと言えば賛成[24]。

経済
- 日本の環太平洋パートナーシップ協定 (TPP) への参加に関して、2012年の時点では毎日新聞のアンケートでは「反対」[21]、朝日新聞のアンケートでは「どちらかと言えば賛成」[22] と回答。
- 安倍内閣の経済政策（アベノミクス）を評価する[24][25]。
- 公共事業による雇用確保は必要[23]。

エネルギー政策
- 新基準を満たした原発の再稼働に賛成[21]。原子力規制委員会の審査に合格した原発の運転再開について、2014年のアンケートでは「賛成」[23]、2017年のアンケートでは「どちらかと言えば賛成」[24] と回答。
- 原発は日本に必要[25]。将来も原発を電力源のひとつとして保つべきだ[23]。
- 野田内閣が示した2030年代原発ゼロという政府の目標を支持する[21]。

社会
- 特定の民族や人種に対するヘイトスピーチを法律で規制することに「賛成」[25] または「どちらかと言えば賛成」[23]。
- 特定秘密保護法は日本に必要[25]。特定秘密保護法の成立を大いに評価する[23]。
- 共謀罪の成立を評価する[24]。
- 安倍内閣による森友学園問題・加計学園問題に対する対応を評価する[24]。
- カジノの解禁に賛成[23][25]。
- 夫婦と複数の子どもが揃っているのが家族の基本形だ[22][23]。
- 選択的夫婦別姓制度の導入に、どちらかといえば反対[23][24]。
- 同性婚を法律で認めることに、どちらかと言えば反対[24]。

教育
- 幼稚園・保育所から大学までの教育の無償化に、どちらかと言えば賛成[24]。

受動喫煙問題
- 受動喫煙防止を目的とした健康増進法改正案に反対。
  - 2017年5月15日の厚生労働部会において、「私は50年間たばこを吸い続けています。家でも自由にたばこを吸っていますが、子ども4人、孫6人、誰も不満を言いません。みんな健康ですよ」として受動喫煙の害を軽視した持論を展開し、部会内でも不興を買った[26]。
  - 2017年5月15日の厚生労働部会において、三原じゅん子ががん患者の就労支援や望まない受動喫煙への配慮を訴えている最中に、「働かなければいいんだよ」とヤジを飛ばした。（後述）
  - 2018年5月8日にダイヤモンド社が受動喫煙に関するエビデンスを解説した記事を掲載したことに対し、大西は事務所を通じて、「受動喫煙規制で売上が下がった飲食店の意見は無視か」「外国の調査結果を日本に適用できるのか」と抗議した[27]。

## 発言

### 議会発言
- 2016年11月17日総務委員会にて、保育園整備の在り方について働き方改革の観点から質問。「ゼロ歳児に公費が360万円も投じられている。そうすると、1カ月10万円の児童手当を差し上げたらどうでしょうか。そうすると年間で120万」、「私は、これは、今後こうした多様な子育てのあり方について国が積極的に対応をしていくべきではないか、待機児童解消、保育園を増設すればいい、そういう問題だけではないと思っております。」と質問し、保育における選択肢を拡充すべきではないかと問題提起を行った[28]。
- 2013年3月の国会審議において、NHKの政治的中立性を質問し、領土問題をめぐる特定のコメンテーターの見解について「明らかに国益に反する。しっかり対応を」と述べた[29]。
- 2015年7月31日、党本部であった原子力政策の会合において、原発再稼働に批判的なテレビ・コメンテーターについて「エネルギー庁をはじめ役所の方が、個別にどんどん正確な知識を知らしめていくべきだ。各個撃破でいいから、ぜひ行って、みなさんの持っている知識を知らしめてください」などと発言した。さらにコメンテーターらに対し「やつらも一応インテリ」などとも述べた[30]。

### 失言

#### 「まず自分が子どもを産まないとダメ」
2014年4月の衆議院総務委員会で、上西小百合議員の質問中に「まず自分が子どもを産まないとダメだぞ」とヤジを飛ばし、問題となった。
- 大西は当初、ヤジを行った「記憶がない」と述べていたが、後にヤジは自分が飛ばしたと認め、上西に謝罪した[31]。
- 大西は自身のウェブサイトで「（上西に対する）親しみから不用意な発言をし、ご迷惑をおかけし反省している。今日午前中に謝罪の電話をおかけし、快く受け入れていただいた」「今後、発言に十分に注意するよう肝に銘じ、ライフワークである少子化問題にさらに一層の努力を続けたい」と記載した[31]。
- 石破茂自民党幹事長は、電話で「二度とこういうことがないように」と大西に厳重注意した[31]。さらに、石破は自民党所属の国会議員および地方議員に対して「発言に十分注意し、議会人として厳に自己を律して行動する」よう求める注意通達を出した[32]。
- 森雅子少子化担当相は、「マタハラ、妊娠出産の女性へのハラスメントだ。党派を超え女性の立場として断じて許されない」として大西のヤジを批判したが、大西は「セクハラや女性蔑視ではない」と述べた[31]。
- 高木陽介衆議院総務委員長は、「思慮のない発言は到底許されない。各委員は国民の負託の重大さを受け止め、品位を重んじて委員会活動に臨んでほしい」とする談話を発表した[32]。
- 毎日新聞は社説で「女性を蔑視した」、「『女は産むためのもの』と言わんばかりのヤジ」、「女性に『結婚しろ』『産め』といった言葉を投げつける行為は、場所がどこであれ許されない」と大西のヤジを批判した[33]。しかし大西は「女性だけでなく、男性の若手にも『日本のためにも、早く結婚して子どもをつくった方がいい』と言っている。女性蔑視とは考えていない」として、女性蔑視にはあたらないと主張した[34]。

#### 「マスコミを懲らしめる」
2015年6月25日、自民党内の勉強会文化芸術懇話会において、「マスコミを懲らしめるには、広告料収入がなくなるのが一番だ。文化人や民間人が不買運動、日本を危うくするマスコミはとんでもないと経団連などに働きかけてほしい」と発言したことが明らかになり問題となった。
- 安倍晋三首相は、翌日の衆議院平和安全法制特別委員会で「（大西が発言したという）報道が事実なら大変遺憾だ」と述べた[35]。
- その日の午後の審議では、冒頭で浜田靖一委員長が「そのような趣旨の発言があったことが分かった」と認め、「甚だ遺憾だ」と述べた[35]。
- 菅義偉官房長官も「報じられたことが事実だとすれば、どう考えても非常識だと思う。国民の審判を受けて国会に来た人は、自らの発言に責任を持つべきだ」と述べ、大西の発言に不快感を示した[35]。
- 谷垣禎一自民党幹事長は大西を厳重注意し[36]、同月30日に再度大西を厳重注意した[37]。しかし大西は同日、自らの発言に「問題があったとは思わない」と反論した[38]。そして「日本の国を過てるような報道に対しては広告を自粛すべきだと個人的には思う」と自身の発言を正当化した[38]。さらに「（報道機関を）懲らしめようという気はある」と繰り返した[38]。これに対して二階俊博自民党総務会長は「言いたい放題を言って歩いたらいいというもんじゃない」と述べて大西を批判し、公明党の大口善徳も「党のガバナンス（統治）にも関わることで、看過できない」と自民党側に伝えた[38]。
- 公明党の山口那津男代表は、「報道の自由は憲法で保障された基本的人権の中核で、それを損なうような発言は厳に慎むべきだ」と述べた[38]。
- 自民党岩手県支部は自民党本部に対して「報道機関に圧力をかける発言をした大西英男衆院議員が党から厳重注意を受けながら、問題発言を繰り返したことに強く抗議する」との抗議文を送付した[39]。
- 大西の問題発言を受け、安倍首相は衆議院特別委員会で「（発言は）大変遺憾だ。非常識で、国民の信頼を大きく損ねる発言で、看過できない」と述べ[40]、「党を率いる総裁として国民に心からおわびを申し上げたい」と謝罪した[41]。
- 各メディアからも批判の声が上がった。読売新聞は「看過できない『報道規制』発言」（6月27日）、毎日新聞は「言論統制の危険な風潮」（6月27日）、朝日新聞は「自民の傲慢は度し難い」（6月27日）および「陳謝でも消えぬ疑念」（7月4日）、日本経済新聞は「懲らしめられるのは誰だろう」（6月28日）、産経新聞は「与党議員の自覚に欠ける」（6月30日）と題した社説で、それぞれ大西を批判した[42]。
- ジャーナリストの池上彰も、「（大西の発言は）そもそも民主主義の基本においてありえないこと」と批判した[43][44]。

#### 「巫女さんのくせに」
2016年3月24日、衆議院北海道第5区補欠選挙の応援で北海道内の神社を訪れた後、細田派の派閥会合で「世話を焼いてくれた巫女さんは20歳くらいで『自民党はあまり好きじゃない』と言う。『おい、巫女さんのくせになんだ』と思った」と発言し、さらに「ひとつ口説いてやろうと思った」「巫女さんを誘って夜、説得しようと思った」と述べた。
- 直後に挨拶した派閥会長の細田博之幹事長代行は、「ちょっとハラハラしながら（大西の発言を）聞いていた。言動に十分注意して、本務に精励していただきたい」と制した[46]。
- 大西はこの会合中に発言を撤回し[47]、翌日軽率な発言だったとして謝罪した[48]。
- 谷垣禎一自民党幹事長は、「（大西の発言は）意味不明であり、誠に不適切」と不快感を示し[49]、二階俊博自民党総務会長は、「国会議員は発言、行動を自ら戒めるべきだ」とコメントした[50]。
- 小此木八郎国対委員長代理は「はばかり、恥じらいといった気持ちをまず人間として持つことが必要」と苦言を呈した[50]。
- 北海道内の神社関係者からは「神社にいる者を軽んじる発言で腹立たしい。神社関係者は自民党支持者だと決めつけているようだ」という批判の声が上がったほか、北海道内に住む巫女からは「私たちだけでなく女性を侮蔑した発言だと感じて不快」との声も上がった[51]。

#### 「働かなければいい」
2017年5月15日、飲食店における受動喫煙対策に関連した自民党厚生労働部会において、三原じゅん子参議院議員が「患者側は店や仕事場を選べない」などと述べたことに対し、大西が「働かなければいいんだよ」と発言して問題となった。
- 当初は取材に対し、「『（がん患者は）働かなくていい』という発言を私が行ったという問い合わせがあることに驚いている」「私がご指摘のような発言をしたことは絶対にありません」と文書で回答していたが[26]、後に会議の音声データがマスコミに提供されたことにより大西自身の発言であることが発覚した[54]。
- 大西は、自身は喫煙所を置けない小規模飲食店の廃業・倒産を懸念する観点から、それらの小規模飲食店では喫煙表示の厳格化を条件に喫煙を認めてもいいのではないか、と考えており、当該発言は喫煙可能な店舗で無理をして働かなくてもいいのではないかと述べたもので、「がん患者が働かなくてもいい」いう趣旨ではないが、がんの患者や元患者の気持ちを傷つけたのではないかとして、同月22日に謝罪をおこなった[55][56][57]。その反面、「がん患者のご努力を傷つけるような発言はなかった」とも主張している[55]。
- 5月23日には、発言について下村博文幹事長代行から厳重注意を受け[52][53]、自民党都連副会長を辞任した[12][58][59]。
- 全国がん患者団体連合会などは「治療と仕事の両立が政策として実行されてきた中で、逆行する発言だ」「怒りというよりも悲しい」と大西の発言を批判した[60]。
- 大西はAERAの取材に対し、「私の発言の前に行われている受け止め手の議員の方のお話自体が、『喫煙・非喫煙の表示義務を課したうえで、極めて小規模の飲食店に喫煙を認めたとき』に限定された話。私の発言に補足をするなら、『（極めて小規模な飲食店で喫煙を認めたとして、そこで無理して）働かなくてもいい』のはずですが、がん患者全体、オフィスを含めたあらゆる職場における発言をしたように受け止められています」、「（がん患者は）働かなくてよいという趣旨での発言をしてはいないので、発言自体は撤回していません。また撤回したら、あとあと私の政策や信条とつじつまがあわなくなります。小規模飲食店での就労を受動喫煙で敬遠せざるを得ない点については、仕事と治療の両立を掲げる働き方改革の中で就労支援や再就職支援の充実などが重要と考えています。私はこういう主張を報道当初からずっとブログなどで続けてきました」と述べた[61]。
- 当初は発言したこと自体を認めず、後日報道各社から問い詰められたことにより発言を認めた経緯ついて、現代ビジネスが「この二転三転ぶりには、呆れるほかない」と論じたところ、大西は事務所を通じて、「『喫煙可能な店で、無理をして働かなくていい』という意味であった。回答は、働かなくていいという発言をしたことを否定するものではない。よって、二転三転してはいない」と反論した[26]。
- 2018年5月8日にダイヤモンド社が当発言について「看過しがたい」と論じたところ、大西は事務所を通じて、「発言の前後関係はちゃんとチェックしたのか」と抗議した[27][54]。
- 2018年7月10日の参院厚生労働委員会において、三原じゅん子が大西の一連の行動について、「当初は様子を伺って、世間からの批判が大きくなって初めて、言い逃れのような釈明を行うというのも潔くないなと感じました」と評した。また、大西の発言内容についても、「がん患者の方々もがん患者の就労はまだまだ厳しい中、危機感を持っている。患者らからも怒りや悲しいという声が寄せられたと述べておられました。私も全く同感です」と述べた[62]。

## 不祥事
- 2017年5月24日、大西のウェブサイトにツーショット写真入りで紹介された元総合格闘家・須藤元気の推薦文について、須藤から「推薦文を書いたことが無い」と抗議され、翌25日にウェブサイトの推薦文を削除したうえで謝罪文を掲載した。謝罪文によると、「ご許可を得たものと誤解し」掲載していたという[63]。
- 2015年、大西が代表を務める自民党支部が、選挙区内に住む男性二人に「結婚祝い金」を支出していたことが明らかとなった[64]。公職選挙法は、政治家による選挙区内への寄附を禁じている[64]。
- 大西の代表を務める政党支部が、柔道整復師らでつくる政治団体「日本柔道整復師連盟」（東京都台東区、柔整連）から受けた20万円の献金について、政治資金収支報告書に記載していなかったことが発覚した。大西の事務所は取材に対し、「事務的なミス」などと説明。収支報告書を訂正すると回答した[65]。
- 大西が代表を務める自民党支部が、衆院選公示日の2012年12月4日に東京都江戸川区の地元企業から30万円の献金を受けていた[66][67]。同支部は2014年8月、東京都選挙管理委員会に訂正届を提出し、同社からの寄付を取り消した[67]。

## 所属団体・議員連盟
- 最新型原子力リプレース推進議員連盟
- 自民党たばこ議員連盟[68]
- 日本会議国会議員懇談会[69]
- 神道政治連盟国会議員懇談会[69]
- みんなで靖国神社に参拝する国会議員の会[69]
- 文化芸術懇話会
- 国際観光産業振興議員連盟

## 家族
- 次男 - 大西洋平（江戸川区議会議員を経て、2021年東京都議会議員選挙に江戸川区選挙区から立候補したが落選、2024年衆議院議員総選挙で初当選[70]。）